# Stélio Farandjis
Stélio Farandjis, né le 16 avril 1937 à Sartrouville en Seine-et-Oise (auj. Yvelines), est un universitaire, un syndicaliste, un homme politique et un écrivain français. Il a rédigé une thèse sur Condorcet. Il a été secrétaire-général-adjoint du SNESUP (Syndicat national de l'enseignement supérieur) de 1969 à 1975 et secrétaire-général du Haut Conseil de la francophonie de 1984 à 2001. 

## Formation
Né dans une famille d’origine grecque arrivée en France en 1923, de religion orthodoxe, Stélio Farandjis est élève du cours complémentaire Félix-Pécaut dans le XVIIe arrondissement de Paris.
Il entre à l'École normale d'instituteurs de Versailles en 1953. Admis en classe préparatoire au lycée Chaptal, il manque l'admission à l'École normale supérieure de Saint-Cloud et intègre l'Institut de préparation à l'enseignement secondaire (IPES) de la Sorbonne, où il se lie d'amitié avec son camarade Jacques Guyard. Il obtient une licence de géographie à la Sorbonne, puis réussit, en 1962, à l'agrégation d'histoire.
Professeur au lycée de Beauvais (Oise), au lycée Paul-Valéry de Paris (en 1965) puis au lycée Marcel Roby de Saint-Germain-en-Laye (en 1965-1966), il prépare en parallèle une thèse de troisième cycle sous la direction d’Alphonse Dupront, spécialiste d'histoire religieuse, sous le titre « La Notion de sacré chez Condorcet » qu'il soutient en 1977 à l'Université Paris-IV. Il enseigne ensuite à l'Université Paris-I, comme maître-assistant puis maître de conférences.

## Parcours syndical et politique
Proche de la tendance « Unité et Action », Stélio Farandjis milite pendant ses années de professeur de lycée au Syndicat national de l'enseignement secondaire (SNES).
Il s'engage en 1965 dans la campagne électorale de François Mitterrand comme responsable de la Convention des institutions républicaines pour le XIIe arrondissement de Paris. Proche de Marie-Thérèse Eyquem et de Georges Dayan, il fait partie du groupe des experts à la Convention des institutions républicaines, proche de François Mitterrand entre 1966 et 1971. Il traite en particulier les dossiers : Immigrés, Formation professionnelle. Il rédige le chapitre Éducation du programme "Changer la vie" en 1969.
Ami de Pierre Mendès France depuis l'école normale, il est membre du comité central de la Ligue des droits de l'homme. Il fonde en 1967 le Club Démocratie et Université (d'abord proche de la CIR puis du PS) qui réunissait des étudiants et jeunes universitaires et qui compta dans ses rangs, notamment, Jean-Paul Bachy, Maurice Benassayag, Michel Berson, Gérard Collomb, Gilles Catoire, Jean-Claude Colliard, Gérard Delfau, Jacques Guyard, Yvon Robert, Jean-Jacques Romero.
Militant au Syndicat national de l'enseignement supérieur (SNESup) et partisan de l'alliance de ce syndicat avec les communistes, il est candidat à sa direction en 1967 sur une liste conduite par le communiste Guy Bois, battue par celle d'Alain Geismar. Il rejoint alors la tendance « Action syndicale », qui reprend la direction à partir de 1969. Il restera plusieurs années au bureau national puis à la commission administrative nationale du SNESup, et deviendra en 1970  secrétaire-adjoint du SNESup, pour les questions de formation permanente, de sport et de relations internationales.
Après le congrès d'Épinay, il participe à la commission de 21 membres dirigée par Jean-Pierre Chevènement qui élabore le programme du Parti socialiste, où il est chargé des questions d'éducation. Il est candidat malheureux aux élections législatives en 1967 (suppléant de Marie-Thérèse Eyquem dans la 12e circonscription de Paris), 1968, 1973, 1978, 1981 et 1988.
En 1979, après l'échec de l'Union de la gauche, Stélio Farandjis lance avec Guy Bois membre du PCF et René Buhl de la CGT, une vaste pétition "Pour l'Union dans les luttes" qui recueillera plus de 140 000 signatures selon René Buhl.

## Francophonie
En 1981, il est nommé conseiller au ministère de la Coopération.
En 1984, il est nommé par François Mitterrand secrétaire général du Haut Conseil de la francophonie organisme dont il a été l'initiateur. Par cette entité étaient réunies, sous l'autorité du Président de la République Française (vice-président Léopold Sédar Senghor) "des personnalités françaises et étrangères autour d'une politique internationale de la langue française". Reconduit en 1995 dans cette fonction par Jacques Chirac, il y demeure jusqu'en 2001.
Stélio Farandjis est l'un des artisans de la montée en puissance de l'idée francophone et du dialogue qui s'est noué avec d'autres grands ensembles linguistiques : l'Arabophonie, l'Hispanophonie, la Lusophonie. Il crée dès 1983 lors de sa rencontre officielle avec le ministre algérien de la culture Abdelmadjid Méziane le terme d'« arabofrancophonie » qui désigne « la situation qui dépasse la simple coexistence et implique un dialogue entre les deux cultures : le monde arabe et le monde francophone ».
Il prend sa retraite de secrétaire général du Haut Conseil de la francophonie en avril 2002, et est alors nommé inspecteur général de l'Éducation Nationale. Il rédige le rapport L'éducation à la francophonie (dans l'enseignement primaire, secondaire et supérieur) remis au ministre de la Jeunesse, de l'Éducation nationale et de la Recherche Luc Ferry en avril 2003. Stélio Farandjis est depuis 2004 inspecteur général honoraire de l'Éducation Nationale.
Il est par ailleurs coprésident de l'Association pour le dialogue islamo-judéo-chrétien à partir de 1982, coprésident de l'Union internationale pour le dialogue interculturel et religieux et l'éducation de la paix, membre du Conseil d'administration du Festival des Francophonies en Limousin et membre du Comité Scientifique du Pôle Management des entreprises culturelles et industries créatives de l'ESC Dijon.

## Citations
"La francophonie est l'alliance de l'universalité française avec le principe de la diversité. En effet désormais le français n'est plus la création des seuls Français, il est la propriété commune des peuples qui le parlent et le font vivre".
"Une autre idée n'a fait que grandir en moi au fil des années : la nécessité absolue d'allier unité, égalité et diversité... j'ai forgé la devise "Égaux, Différents, Unis" pour le timbre à l'effigie de la francophonie en 1985".

## Décorations
- Officier de la Légion d’honneur le 14 avril 1995[9] (chevalier du 18 mai 1989)
- Commandeur de l'ordre national du Mérite (France) le 14 novembre 2002[10]
- Commandeur de l'ordre du Royaume de Belgique[Quoi ?][réf. nécessaire]
- Officier de l'ordre de l'Honneur (Grèce)[réf. nécessaire]

## Œuvres
Initiateur de la publication annuelle État de la Francophonie dans le monde, Stélio Farandjis est également l'auteur de plusieurs ouvrages et de nombreux textes, parmi lesquels :
- Éducation permanente et socialisme (en collaboration avec Jean-Paul Bachy, Gérard Delfau, Dominique Taddei, Commission permanente de Démocratie et Université), Paris, Tema-éditions, 1973
- Préface de Jaurès écrivain, Camille Grousselas, éd. européennes Érasme, 1990
- Francophonie fraternelle et civilisation universelle, La Garenne-Colombe, Ed. de l'Espace européen, 1991
- Francophonie et humanisme: débats et combats, éditions Tougui, Paris, 1993
- Préface de Socio-économie de la musique en France, Mario d'Angelo, La Documentation Française, Paris, 1997
- Préface de La chrétienté orthodoxe, Maurice Zinovieff, Paris, Publisud, 1997
- Philosophie de la Francophonie. Contribution au débat, L'Harmattan, 1999
- "L'Occident entre mythe et réalités. Le poids de l'histoire, le défi de l'avenir", in Djamchid Assadi, Mario d'Angelo (coord.) Regards croisés sur l'Occident, EurOrient, N°31, 2011, L'Harmattan, p. 33-42,  (ISBN 978-2-296-54307-2).
- Jérusalem entre histoire et espoir, Chamonix, Éditions Ésope, 2012 (ISBN 290342062-9)
- (avec André Gallego) Grandir ou périr. C'est pour l'humanité l'heure du choix, Toulouse, éditions de l'Ixcéa, 2015.
- Mémoires d'un Papou, suivis d'anecdotes et de cocasseries, Toulouse, Éditions de l'Ixcéa, 2017,  (ISBN 978-2-84918-147-8).
- "Humanité, ton heure de vérité est arrivée !" , Paris, L'harmattan, 2022,  (ISBN 978-2-14-030567-2).